# Costantino Paleologo (figlio di Andrea)
Il principe Costantino Paleologo (Roma, ... – Roma, 1543) è stato un nobile greco.

## Biografia
Era l'unico figlio maschio che il principe Andrea Paleologo, despota titolare della Morea e pretendente al trono di Costantinopoli, ebbe da sua moglie, una prostituta romana di nome Caterina.
Grazie alla protezione che i pontefici accordarono alla dinastia dei Paleologi, Costantino militò fra le guardie pontificie, di cui divenne comandante.
Non si sa esattamente quando Costantino sia morto, ma si ritiene che ciò sia avvenuto nel 1543.

## Ascendenza
|                                                           |   |                                          | Genitori                                                           |  |  | Nonni |  |  | Bisnonni                                 |  |  | Trisnonni                                |  |
|                                                           |   |                                          |                                                                    |  |  |       |  |  | Manuele II Paleologo, basileus dei Romei |  |  | Giovanni V Paleologo, basileus dei Romei |  |
|                                                           |   |                                          |                                                                    |  |  |       |  |  | Manuele II Paleologo, basileus dei Romei |  |  | Giovanni V Paleologo, basileus dei Romei |  |
|                                                           |   | Elena Cantacuzena                        |                                                                    |  |  |       |  |  | Manuele II Paleologo, basileus dei Romei |  |  |                                          |  |
| Tommaso Paleologo, basileus titolare dei Romei            |   |                                          |                                                                    |  |  |       |  |  | Manuele II Paleologo, basileus dei Romei |  |  |                                          |  |
|                                                           |   | Elena Dragaš                             | Costantino Dragaš                                                  |  |  |       |  |  |                                          |  |  |                                          |  |
|                                                           |   | Elena Dragaš                             | Costantino Dragaš                                                  |  |  |       |  |  |                                          |  |  |                                          |  |
|                                                           |   | Elena Dragaš                             | Eudocia Comnena                                                    |  |  |       |  |  |                                          |  |  |                                          |  |
| Andrea Paleologo, basileus titolare dei Romei             |   | Elena Dragaš                             |                                                                    |  |  |       |  |  |                                          |  |  |                                          |  |
|                                                           |   | Centurione II Zaccaria, principe d'Acaia | Andronico Asen' Zaccaria, barone d'Arcadia                         |  |  |       |  |  |                                          |  |  |                                          |  |
|                                                           |   | Centurione II Zaccaria, principe d'Acaia | Andronico Asen' Zaccaria, barone d'Arcadia                         |  |  |       |  |  |                                          |  |  |                                          |  |
|                                                           |   | Centurione II Zaccaria, principe d'Acaia | Mavros di Arcadia                                                  |  |  |       |  |  |                                          |  |  |                                          |  |
| Caterina Zaccaria                                         |   | Centurione II Zaccaria, principe d'Acaia |                                                                    |  |  |       |  |  |                                          |  |  |                                          |  |
|                                                           |   | Creusa Tocco                             | Leonardo II Tocco, co-despota d'Epiro e conte di Cefalonia e Zante |  |  |       |  |  |                                          |  |  |                                          |  |
|                                                           |   | Creusa Tocco                             | Leonardo II Tocco, co-despota d'Epiro e conte di Cefalonia e Zante |  |  |       |  |  |                                          |  |  |                                          |  |
|                                                           |   | Creusa Tocco                             | …                                                                  |  |  |       |  |  |                                          |  |  |                                          |  |
| Costantino Paleologo, comandante delle Guardie Pontificie |   | Creusa Tocco                             |                                                                    |  |  |       |  |  |                                          |  |  |                                          |  |
|                                                           | … | …                                        |                                                                    |  |  |       |  |  |                                          |  |  |                                          |  |
|                                                           | … | …                                        |                                                                    |  |  |       |  |  |                                          |  |  |                                          |  |
|                                                           | … | …                                        |                                                                    |  |  |       |  |  |                                          |  |  |                                          |  |
| …                                                         | … |                                          |                                                                    |  |  |       |  |  |                                          |  |  |                                          |  |
|                                                           |   | …                                        | …                                                                  |  |  |       |  |  |                                          |  |  |                                          |  |
|                                                           |   | …                                        | …                                                                  |  |  |       |  |  |                                          |  |  |                                          |  |
|                                                           |   | …                                        | …                                                                  |  |  |       |  |  |                                          |  |  |                                          |  |
| Caterina                                                  |   | …                                        |                                                                    |  |  |       |  |  |                                          |  |  |                                          |  |
|                                                           |   | …                                        | …                                                                  |  |  |       |  |  |                                          |  |  |                                          |  |
|                                                           |   | …                                        | …                                                                  |  |  |       |  |  |                                          |  |  |                                          |  |
|                                                           |   | …                                        | …                                                                  |  |  |       |  |  |                                          |  |  |                                          |  |
| …                                                         |   | …                                        |                                                                    |  |  |       |  |  |                                          |  |  |                                          |  |
|                                                           |   | …                                        | …                                                                  |  |  |       |  |  |                                          |  |  |                                          |  |
|                                                           |   | …                                        | …                                                                  |  |  |       |  |  |                                          |  |  |                                          |  |
|                                                           |   | …                                        | …                                                                  |  |  |       |  |  |                                          |  |  |                                          |  |
|                                                           |   | …                                        |                                                                    |  |  |       |  |  |                                          |  |  |                                          |  |